# Ultra Beatdown
Ultra Beatdown – czwarty album studyjny powermetalowej grupy muzycznej DragonForce.

## Lista utworów
1. "Heroes of Our Time" – 7:14
2. "The Fire Still Burns" – 7:50
3. "Reasons to Live" – 6:26
4. "Heartbreak Armageddon" – 7:41
5. "The Last Journey Home" – 8:12
6. "A Flame for Freedom" – 5:20
7. "Inside the Winter Storm" – 8:12
8. "The Warrior Inside" – 7:15
9. "Strike Of The Ninja" – 3:18
10. "Scars of Yesterday" – 7:49
11. "E.P.M. (Extreme Power Metal)" – 7:24

## Twórcy
Członkowie zespołu
- ZP Theart – śpiew
- Herman Li – gitara elektryczna, śpiew
- Sam Totman – gitara elektryczna, śpiew
- Vadim Pruzhanov – keyboard, śpiew
- Dave Mackintosh – perkusja, śpiew
- Frédéric Leclercq – gitara basowa, śpiew

Zaproszeni muzycy
- Clive Nolan – wokal wspierający

Produkcja
- Karl Groom – miksowanie, inżynieria
- Mike Jussila – mastering
- Android Jones – grafika
- Matt Read – projektowanie graficzne
- Frank Strine i DragonForce – okładka
- Paul Harries – zdjęcia
- Steve McTaggart – menadżer